# Сандро Вольфінгер
Сандро Вольфінгер (нім. Sandro Wolfinger, нар. 24 серпня 1991, Вадуц) — ліхтенштейнський футболіст, півзахисник клубу «Бальцерс» і національної збірної Ліхтенштейну.

## Клубна кар'єра
У дорослому футболі дебютував 2011 року виступами за команду «Руггелль», в якій провів один сезон. 
Згодом пограв за нижчоліговий німецький «Унтерменцинг», швейцарський «Кур» та на батьківщині за «Бальцерс».
У 2015–2018 роках грав на рівні п'ятого німецького дивізіону за «Гаймштеттен» та «БКФ Вольфратсгаузен», після чого перебрався до ліхтенштенського «Ешен-Маурена». Відіграв за клуб з Ешена наступні три сезони своєї ігрової кар'єри.
2021 року повернувся до лав команди «Бальцерс».

## Виступи за збірні
Залучався до складу молодіжної збірної Ліхтенштейну. На молодіжному рівні зіграв у 7 офіційних матчах.
Наприкінці 2013 року дебютував в офіційних матчах у складі національної збірної Ліхтенштейну.
| Дата       | Місто                      | Господарі            | Результат | Гості                | Турнір                    | Голи | Примітки |
| ---------- | -------------------------- | -------------------- | --------- | -------------------- | ------------------------- | ---- | -------- |
| 19-11-2013 | Вадуц                      | Ліхтенштейн          | 0 – 3     | Естонія              | товариський матч          | -    | 71'      |
| 5-3-2014   | Тбілісі                    | Грузія               | 2 – 0     | Ліхтенштейн          | товариський матч          | -    | 87'      |
| 21-5-2014  | Вадуц                      | Ліхтенштейн          | 1 – 5     | Білорусь             | товариський матч          | -    | 45'      |
| 4-9-2014   | Зениця                     | Боснія і Герцеговина | 3 – 0     | Ліхтенштейн          | товариський матч          | -    | 82'      |
| 8-9-2014   | Хімки                      | Росія                | 4 – 0     | Ліхтенштейн          | Відбір до ЧЄ 2016         | -    | 87'      |
| 12-10-2014 | Стокгольм                  | Швеція               | 2 – 0     | Ліхтенштейн          | Відбір до ЧЄ 2016         | -    | 83'      |
| 31-3-2015  | Ешен (Ліхтенштейн)         | Ліхтенштейн          | 1 – 0     | Сан-Марино           | товариський матч          | -    | 62'      |
| 10-6-2015  | Тун                        | Швейцарія            | 3 – 0     | Ліхтенштейн          | товариський матч          | -    | 67'      |
| 23-3-2016  | Гібралтар                  | Гібралтар            | 0 – 0     | Ліхтенштейн          | товариський матч          | -    | 45'      |
| 28-3-2016  | Марбелья                   | Ліхтенштейн          | 2 – 3     | Фарерські острови    | товариський матч          | 1    |          |
| 6-6-2016   | Рейк'явік                  | Ісландія             | 4 – 0     | Ліхтенштейн          | товариський матч          | -    | 72'      |
| 31-8-2016  | Горсенс                    | Данія                | 4 – 0     | Ліхтенштейн          | товариський матч          | -    | 54'      |
| 5-9-2016   | Леон                       | Іспанія              | 8 – 0     | Ліхтенштейн          | Відбір до ЧС 2018         | -    | 78'      |
| 24-3-2017  | Вадуц                      | Ліхтенштейн          | 0 – 3     | Північна Македонія   | Відбір до ЧС 2018         | -    | 78'      |
| 7-6-2017   | Турку                      | Фінляндія            | 1 – 1     | Ліхтенштейн          | товариський матч          | -    | 45'      |
| 11-6-2017  | Удіне                      | Італія               | 5 – 0     | Ліхтенштейн          | Відбір до ЧС 2018         | -    | 68'      |
| 5-9-2017   | Вадуц                      | Ліхтенштейн          | 0 – 8     | Іспанія              | Відбір до ЧС 2018         | -    | 82'      |
| 6-10-2017  | Вадуц                      | Ліхтенштейн          | 0 – 1     | Ізраїль              | Відбір до ЧС 2018         | -    |          |
| 9-10-2017  | Струмиця (община)          | Північна Македонія   | 4 – 0     | Ліхтенштейн          | Відбір до ЧС 2018         | -    | 65'      |
| 14-12-2017 | Доха                       | Катар                | 1 – 2     | Ліхтенштейн          | товариський матч          | -    | 84'      |
| 21-3-2018  | Ла-Лінеа-де-ла-Консепсьйон | Ліхтенштейн          | 0 – 1     | Андорра              | товариський матч          | -    | 45'      |
| 25-3-2018  | Малага                     | Фарерські острови    | 3 – 0     | Ліхтенштейн          | товариський матч          | -    | 83'      |
| 6-9-2018   | Єреван                     | Вірменія             | 2 – 1     | Ліхтенштейн          | Ліга націй УЄФА 2018-2019 | 1    | 81'      |
| 9-9-2018   | Вадуц                      | Ліхтенштейн          | 2 – 0     | Гібралтар            | Ліга націй УЄФА 2018-2019 | -    | 40' 74'  |
| 13-10-2018 | Скоп'є                     | Північна Македонія   | 4 – 1     | Ліхтенштейн          | Ліга націй УЄФА 2018-2019 | -    | 79'      |
| 16-10-2018 | Гібралтар                  | Гібралтар            | 2 – 1     | Ліхтенштейн          | Ліга націй УЄФА 2018-2019 | -    | 67'      |
| 23-3-2019  | Вадуц                      | Ліхтенштейн          | 0 – 2     | Греція               | Відбір до ЧЄ 2020         | -    |          |
| 26-3-2019  | Парма                      | Італія               | 6 – 0     | Ліхтенштейн          | Відбір до ЧЄ 2020         | -    |          |
| 8-6-2019   | Єреван                     | Вірменія             | 3 – 0     | Ліхтенштейн          | Відбір до ЧЄ 2020         | -    | 85'      |
| 11-6-2019  | Вадуц                      | Ліхтенштейн          | 0 – 2     | Фінляндія            | Відбір до ЧЄ 2020         | -    | 77'      |
| 5-9-2019   | Зениця                     | Боснія і Герцеговина | 5 – 0     | Ліхтенштейн          | Відбір до ЧЄ 2020         | -    | 64'      |
| 15-10-2019 | Вадуц                      | Ліхтенштейн          | 0 – 5     | Італія               | Відбір до ЧЄ 2020         | -    | 84'      |
| 18-11-2019 | Вадуц                      | Ліхтенштейн          | 0 – 3     | Боснія і Герцеговина | Відбір до ЧЄ 2020         | -    |          |
| 8-9-2020   | Ріміні                     | Сан-Марино           | 0 – 2     | Ліхтенштейн          | Ліга націй УЄФА 2020-2021 | -    | 87' 90'  |
| 7-10-2020  | Люксембург                 | Люксембург           | 1 – 2     | Ліхтенштейн          | товариський матч          | -    | 74'      |
| 10-10-2020 | Вадуц                      | Ліхтенштейн          | 0 – 1     | Гібралтар            | Ліга націй УЄФА 2020-2021 | -    | 59'      |
| 13-10-2020 | Вадуц                      | Ліхтенштейн          | 0 – 0     | Сан-Марино           | Ліга націй УЄФА 2020-2021 | -    | 45'      |
| 11-11-2020 | Аттард                     | Мальта               | 3 – 0     | Ліхтенштейн          | товариський матч          | -    | 78'      |
| 28-3-2021  | Скоп'є                     | Північна Македонія   | 5 – 0     | Ліхтенштейн          | Відбір до ЧС 2022         | -    | 11'      |
| 31-3-2021  | Вадуц                      | Ліхтенштейн          | 1 – 4     | Ісландія             | Відбір до ЧС 2022         | -    |          |
| 3-6-2021   | Санкт-Галлен               | Швейцарія            | 7 – 0     | Ліхтенштейн          | товариський матч          | -    | 89'      |
| 7-6-2021   | Торсгавн                   | Фарерські острови    | 5 – 1     | Ліхтенштейн          | товариський матч          | -    | 84'      |
| 2-9-2021   | Санкт-Галлен               | Ліхтенштейн          | 0 – 2     | Німеччина            | Відбір до ЧС 2022         | -    | 83'      |
| 8-9-2021   | Єреван                     | Вірменія             | 1 – 1     | Ліхтенштейн          | Відбір до ЧС 2022         | -    | 75'      |
| 8-10-2021  | Вадуц                      | Ліхтенштейн          | 0 – 4     | Північна Македонія   | Відбір до ЧС 2022         | -    | 79'      |
| 11-10-2021 | Рейк'явік                  | Ісландія             | 4 – 0     | Ліхтенштейн          | Відбір до ЧС 2022         | -    | 84'      |
| 11-11-2021 | Вольфсбург                 | Німеччина            | 9 – 0     | Ліхтенштейн          | Відбір до ЧС 2022         | -    | 83'      |
| 14-11-2021 | Вадуц                      | Ліхтенштейн          | 0 – 2     | Румунія              | Відбір до ЧС 2022         | -    | 70' 82'  |
| 25-3-2022  | Мурсія                     | Ліхтенштейн          | 0 – 6     | Кабо-Верде           | товариський матч          | -    | 45'      |
| 29-3-2022  | Мурсія                     | Ліхтенштейн          | 0 – 1     | Фарерські острови    | товариський матч          | -    |          |
| 3-6-2022   | Вадуц                      | Ліхтенштейн          | 0 – 2     | Молдова              | Ліга націй УЄФА 2022-2023 | -    |          |
| 6-6-2022   | Рига                       | Латвія               | 1 – 0     | Ліхтенштейн          | Ліга націй УЄФА 2022-2023 | -    |          |
| 10-6-2022  | Андорра-ла-Велья           | Андорра              | 2 – 1     | Ліхтенштейн          | Ліга націй УЄФА 2022-2023 | -    | 40'      |
| 23-3-2023  | Лісабон                    | Португалія           | 4 – 0     | Ліхтенштейн          | Відбір до ЧЄ 2024         | -    | 80'      |
| 26-3-2023  | Вадуц                      | Ліхтенштейн          | 0 – 7     | Ісландія             | Відбір до ЧЄ 2024         | -    | 72'      |
| 17-6-2023  | Люксембург                 | Люксембург           | 2 – 0     | Ліхтенштейн          | Відбір до ЧЄ 2024         | -    | 24'      |
| 20-6-2023  | Вадуц                      | Ліхтенштейн          | 0 – 1     | Словаччина           | Відбір до ЧЄ 2024         | -    | 62'      |
| 8-9-2023   | Зениця                     | Боснія і Герцеговина | 2 – 1     | Ліхтенштейн          | Відбір до ЧЄ 2024         | 1    | 84'      |
| 11-9-2023  | Братислава                 | Словаччина           | 3 – 0     | Ліхтенштейн          | Відбір до ЧЄ 2024         | -    | 63'      |
| 13-10-2023 | Вадуц                      | Ліхтенштейн          | 0 – 2     | Боснія і Герцеговина | Відбір до ЧЄ 2024         | -    | 33'      |
| 19-11-2023 | Вадуц                      | Ліхтенштейн          | 0 – 1     | Люксембург           | Відбір до ЧЄ 2024         | -    | 63'      |
| Усього     |                            | Матчів               | 61        |                      | Голів (10 місце)          | 3    |          |